# Пинбянь-Мяоский автономный уезд
Пинбянь-Мяоский автономный уезд (кит. упр. 屏边苗族自治县, пиньинь Píngbiān Miáozú zìzhìxiàn) — автономный уезд Хунхэ-Хани-Ийского автономного округа провинции Юньнань (КНР).

## История
В 1913 году из уезда Вэньшань был выделен Административный район Цзинбянь (靖边行政区). В 1933 году на его основе был образован уезд Пинбянь (屏边县).
После вхождения провинции Юньнань в состав КНР в 1950 году был образован Специальный район Мэнцзы (蒙自专区), и уезд вошёл в его состав.
В 1957 году Специальный район Мэнцзы и Хунхэ-Ханийский автономный район были объединены в Хунхэ-Хани-Ийский автономный округ.
Постановлением Госсовета КНР от 24 сентября 1958 года уезд Пинбянь был преобразован в Пинбянь-Мяоский автономный уезд, при этом Яошань-Яоский автономный район (瑶山瑶族自治区) бывшего уезда Пинбянь был передан в состав Хэкоу-Яоского автономного уезда.
Постановлением Госсовета КНР от 16 февраля 1960 года Хэкоу-Яоский автономный уезд и Пинбянь-Мяоский автономный уезд были объединены в Хэкоу-Яо-Мяоский автономный уезд (河口瑶族苗族自治县), но уже в 1962 году он был расформирован, а оба автономных уезда — восстановлены в прежних границах.

## Административное деление
Автономный уезд делится на 1 посёлок и 6 волостей.